# Abraxas (Album)
Abraxas ist das zweite Studioalbum der Latin-Rock-Band Santana aus dem Jahr 1970.

## Entstehung und Veröffentlichung
Die Erstveröffentlichung von Abraxas erfolgte am 2. September 1970 bei CBS Records. Das Album erschien in seiner Originalausführung als LP mit neun Titeln (Katalognummer: 30130). Im März 1991 erschien es erstmals als CD-Ausführung (Katalognummer: CDCBS 32032). Am 30. März 1998 erschien eine remasterte CD-Ausführung mit drei Bonustiteln (Katalognummer: COL 489543 2).
Geschrieben wurden die Lieder von verschiedenen Autoren, darunter auch Santana-Frontmann Carlos Santana. Dieser zeichnete darüber hinaus mit Fred Catero und Tom Coster für die Produktion verantwortlich.

## Albumtitel und Artwork
Das Bild zeigt einen Ausschnitt aus dem Gemälde Annonciation von Mati Klarwein aus dem Jahre 1962. Der Albumtitel wurde von Hermann Hesses Roman Demian beeinflusst. Auf der Rückseite der Plattenhülle befindet sich ein englischsprachiger Auszug aus diesem Werk:

“We stood before it and began to freeze inside from the exertion. We questioned the painting, berated it, made love to it, prayed to it: We called it mother, called it whore and slut, called it our beloved, called it Abraxas…”

„Ich stand davor und wurde vor innerer Anstrengung kalt bis in die Brust hinein. Ich fragte das Bild, ich klagte es an, ich liebkoste es, ich betete zu ihm; ich nannte es Mutter, ich nannte es Geliebte, nannte es Hure und Dirne, nannte es Abraxas.“

## Stil
Das Album enthält eine Mischung aus Salsa, Blues, Rock, Jazz.

## Inhalt

### Titelliste
Seite 1
1. Singing Winds, Crying Beasts (M. Carabello) – 4:48
2. Black Magic Woman / Gypsy Queen (P. Green/G. Szabó) – 5:24
3. Oye Como Va (T. Puente) – 4:19
4. Incident at Neshabur (A. Gianquinto/C. Santana) – 5:02

Seite 2
1. Se a Cabo (J. Areas) – 2:51
2. Mother’s Daughter (G. Rolie) – 4:28
3. Samba Pa Ti (C. Santana) – 4:47
4. Hope You’re Feeling Better (G. Rolie) – 4:07
5. El Nicoya (J. Areas) – 1:32

CD
1998 veröffentlichte Sony eine Remastered-Version, die drei bis dahin unveröffentlichte Liveaufnahmen enthielt, aufgenommen in der Royal Albert Hall am 18. April 1970:
1. Se a Cabo (J. Areas) – 3:47
2. Toussaint L’Overture (C. Santana/G. Rolie/J. Areas/D. Brown/M. Carabello/M. Shrieve) – 4:52
3. Black Magic Woman / Gypsy Queen (P. Green/G. Szabo) – 1:32

### Einzelne Informationen zu Liedern
- Black Magic Woman ist eine Coverversion von Fleetwood Mac. Die Band veröffentlichte das Lied bereits 1968. Santanas Version wurde außerdem ergänzt durch ein 1 min 44 s langes Instrumental von Gábor Szabó namens Gypsy Queen.[3] Obwohl es sich um ein Cover handelt, ist die Version von Santana die bekannteste. Das Lied wurde ein großer Erfolg und erreichte in den US-Singles-Charts Platz #4.
- Oye Como Va ist ein weiteres Cover. Das Lied stammt im Original von Tito Puente. Auch dieses Lied wurde als Single ausgekoppelt und erreichte in den US-Charts Platz #18.[4]

## Singleauskopplungen
- 1970: Black Magic Woman
- 1971: Oye Como Va
- 1971: Hope You’re Feeling Better

## Rezeption
Abraxas wird häufig als Santanas bestes Album bezeichnet. Aufgrund seiner Mischung von Latin-, Rock- und Jazz-Elementen (Congas, verzerrte Gitarre oder Hammond-Orgel) fand das Album großen Anklang. Mit Balladen wie Incident at Neshabur und Samba Pa Ti zeigte Santana seine Vielseitigkeit.
2003 erreichte das Album Platz 205 auf der Liste der 500 besten Alben aller Zeiten der Zeitschrift Rolling Stone. Im selben Jahr war es auf Platz 85 der Liste der größten Alben aller Zeiten des Fernsehsenders VH1.
Die ausgekoppelte Single Black Magic Woman, eine Coverversion der englischen Gruppe Fleetwood Mac, erreichte im Januar 1971 Platz 4 der Billboard-Hot-100-Charts in den USA. Sänger ist Santanas Keyboarder Gregg Rolie. Ebenfalls ein Welthit wurde das ausgekoppelte Stück Oye Como Va.
Nick Hornby widmet Samba pa Ti ein eigenes Kapitel in seinem Buch 31 Songs.

## Kommerzieller Erfolg

### Chartplatzierungen
Abraxas avancierte zum Nummer-eins-Album in den US-amerikanischen Billboard 200 und blieb 88 Wochen in der Hitliste.
| ChartsChartplatzierungen       | Höchstplatzierung | Wochen/ Monate |
| ------------------------------ | ----------------- | -------------- |
| Deutschland (GfK)              | 4 (13 Mt.)        | 13 Mt.         |
| Vereinigte Staaten (Billboard) | 1 (88 Wo.)        | 88 Wo.         |
| Vereinigtes Königreich (OCC)   | 7 (51 Wo.)        | 51 Wo.         |

| ChartsJahrescharts (1971) | Platzierung |
| ------------------------- | ----------- |
| Deutschland (GfK)         | 3           |

### Auszeichnungen für Musikverkäufe
Abraxas erhielt noch im Veröffentlichungsjahr eine Goldene Schallplatte in den Vereinigten Staaten. Zuletzt erhielt es dort 2000 eine 5-fache Platin-Schallplatte
| Land/Region                  | Auszeichnungen für Musikverkäufe (Land/Region, Auszeichnung, Verkäufe) | Verkäufe  |
| ---------------------------- | ---------------------------------------------------------------------- | --------- |
| Deutschland (BVMI)           | Gold                                                                   | 250.000   |
| Frankreich (SNEP)            | Platin                                                                 | 300.000   |
| Kanada (MC)                  | 3× Platin                                                              | 300.000   |
| Vereinigte Staaten (RIAA)    | 5× Platin                                                              | 5.000.000 |
| Vereinigtes Königreich (BPI) | Gold                                                                   | 100.000   |
| Insgesamt                    | 2× Gold · 9× Platin ·                                                  | 5.950.000 |

Hauptartikel: Carlos Santana/Auszeichnungen für Musikverkäufe